# Storkanonisk ensemble
Inom statistisk fysik är en storkanonisk ensemble en statistisk ensemble, alltså en uppsättning identiskt preparerade system (till exempel atomer eller molekyler), som alla är i jämvikt med ett externt värmebad, både i fråga om partikel- och energiutbyte.
Tillståndssumman för en storkanonisk ensemble är:
{\displaystyle {\mathcal {Z}}(T,V,\mu )=\sum _{Nr}e^{\frac {\mu N-E_{Nr}}{k_{B}T}}}
Där μ är den kemiska potentialen, T är temperaturen, V volymen, N är ett partikelantal och r numrerar de olika energinivåerna ENr för ett visst N (båda varierar alltså över summan), och slutligen kB är Boltzmanns konstant (1/kBT skrivs ibland som β). Sannolikheten pNr för att systemet skall befinna sig i ett tillstånd Nr ges av Gibbsdistributionen, eller den storkanoniska distributionen:
{\displaystyle p_{Nr}={\frac {e^{\frac {\mu N-E_{Nr}}{k_{B}T}}}{\mathcal {Z}}}}

## Koppling till termodynamik
Man kan från den storkanoniska ensemblem ta sig vidare till termodynamiken på det vanliga sättet, genom att ta -kBT gånger logaritmen av tillståndssumman. När man gör detta erhålles den termodynamiska potential som ofta betecknas Ω:
{\displaystyle \Omega =-k_{B}T\ln({\mathcal {Z}}).}
Denna kan även skrivas som
{\displaystyle \Omega =E-TS-\mu N\,}
där, förutom ovan nämnda storheter, även entropin S finns med, och energierna för de enskilda energinivåerna ersatts med energin för hela systemet, E.